# Baronissi
Baronissi là một đô thị (comune) thuộc tỉnh Salerno trong vùng Campania của Ý. Baronissi có diện tích 17 km2, dân số là 16.425 người (thời điểm ngày 31 tháng 5 năm 2007).
Thị xã có cự ly 7 km về phía bắc Salerno và 35 km so với Avellino. Các đô thị giáp ranh gồm: Castiglione del Genovesi, Cava de' Tirreni, Fisciano, Mercato San Severino, Pellezzano và Salerno.
Các làng (frazioni) Acquamela, Aiello, Antessano, Capo Saragnano, Caprecano, Casal Barone, Casal Siniscalco, Fusara, Orignano, Saragnano và Sava (làng đông dân nhất).
Tại đây có khu trường sở của Đại học Salerno.

## Người dân nổi bật
- Diego Campanile (1574–1642)
- Fortunato Maria Farina Tổng giám mục (1881–1954)
- Jack Hirschman - Nhà thơ Mỹ (1933), công dân danh sự từ ngày 13 tháng 12 năm 2008 [3][4]